# هنچه
هنچه (به مجاری:  Hencse) یک منطقهٔ مسکونی در مجارستان است که در ناحیه کاپوشوار واقع شده‌است. هنچه ۷٫۱۱ کیلومتر مربع مساحت و ۳۲۰ نفر جمعیت دارد.